# It's all Love!
「It's all Love!」（イッツ・オール・ラヴ）は、日本の歌手・倖田來未とmisonoによるコラボシングル。

## 概要
- 姉妹である倖田來未とmisonoによるコラボシングル。表題曲は姉妹によるコラボ楽曲、カップリング2曲は各々のソロ楽曲が収録されたスプリットシングルでもある[1][2]。
- 今回のコラボレーションまでに7年の構想期間を経ており[2]、これについて倖田は「2人の状況が整っている、今のタイミングしかない企画だった。」と語っている[3]。
- 表題曲は学校法人21世紀アカデメイア『大阪デザイナー専門学校』と、エムティーアイ『music.jp』のCMソング及び日本テレビ系列『スッキリ!!』のエンディングテーマに起用され、トリプルタイアップを手掛けた。また、倖田によるカップリング曲は第一興商『DAM★うた』のCMソング及び黒木メイサ主演の映画『昴-スバル-』の主題歌に起用された[1][2]。
- ジャケットやカバーアート、ミュージック・ビデオは互いにスケジュールが合わず、別々に撮影。倖田は2009年1月末、misonoは同年2月頭に各々関東近郊のスタジオにて早朝から深夜3時頃までかかって撮影されたという[2]。
- ジャケットの異なるCD+DVD規格とCD規格、ファンクラブ限定盤の3形態で発売された。DVDには表題曲とカップリング1曲目のミュージック・ビデオと、カップリング1曲目のメイキング・ビデオが収録された[1][2]。
- 表題曲でテレビ朝日系列『ミュージックステーション』にて2度に渡り出演を果たした[4][5][6][7]。また、NHK総合『第60回NHK紅白歌合戦』でも2009紅白KODA SPECIALの一環として披露された[注 1][8]。
- オリコンチャート初登場首位を獲得。兄弟・姉妹ユニットでの初登場首位獲得は統計開始以来初の快挙で、初登場を除くとビリーバンバン、フィンガー5、ノーランズに続く4組目となった。また、姉妹に絞ると2組目で、ノーランズの「ダンシング・シスター」以来、28年5か月ぶりの記録となった[9]。なお、倖田の首位獲得は前作「stay with me」以来3作連続、通算7作目。misonoとしてはかつての所属ユニットを含めて初となった[9]。

## 収録曲
| #         | タイトル                                                  | 作詞              | 作曲              | 編曲             | ラップ作曲 | 時間  |
| --------- | --------------------------------------------------------- | ----------------- | ----------------- | ---------------- | ---------- | ----- |
| 1.        | 「It's all Love!」(倖田來未×misono)                       | Kumi Koda、misono | Kenichi Maeyamada | h-wonder         | corin.     | 4:53  |
| 2.        | 「faraway」(倖田來未)                                     | Kumi Koda         | Mitsuki Shiokawa  | Mitsuki Shiokawa |            | 5:17  |
| 3.        | 「天秤 ～強がりな私×弱がりな君〜」(misono)                | misono            | misono            | Kotaro Kubota    |            | 4:43  |
| 4.        | 「It's all Love! (Instrumental)」(倖田來未×misono)        |                   | Kenichi Maeyamada | h-wonder         | corin.     | 4:54  |
| 5.        | 「faraway (Instrumental)」(倖田來未)                      |                   | Mitsuki Shiokawa  | Mitsuki Shiokawa |            | 5:16  |
| 6.        | 「天秤 ～強がりな私×弱がりな君〜 (Instrumental)」(misono) |                   | misono            | Kotaro Kubota    |            | 4:40  |
| 合計時間: | 合計時間:                                                 | 合計時間:         | 合計時間:         | 合計時間:        | 合計時間:  | 29:43 |

### 解説
1. It's all Love!
歌詞は倖田來未とmisonoによる共作で、失恋して落ち込む妹を姉が励ます内容になっている[9]。先にmisonoが失恋した女の子の気持ちを書き、倖田がそれを受けて答えを書く手法で何度もやりとりを繰り返し制作、最後は2人で倖田の部屋で書き上げたという[2][3]。
楽曲自体は倖田が選曲。普段ロックをやっているmisonoに対し倖田自身はジャンルを限定せずに活動しているため、互いの良さが引き出せる楽曲を数ある候補から選定したという[3]。
ミュージック・ビデオは、ストーリー性よりも2人がいる演出、衣装、空間を重点した作風になっている[2]。
2. faraway
倖田によるソロ楽曲。
3. 天秤 〜強がりな私×弱がりな君〜
misonoによるソロ楽曲。
4. It's all Love! (Instrumental)
表題曲のインストゥルメンタルバージョン。
5. faraway (Instrumental)
カップリング1曲目のインストゥルメンタルバージョン。
6. 天秤 〜強がりな私×弱がりな君〜 (Instrumental)
カップリング2曲目のインストゥルメンタルバージョン。

## 参加ミュージシャン
- 倖田來未：Vocal (#1,2)
- misono：Vocal (#1,3)

サポートミュージシャン
- h-wonder：All Instruments (#1,4)
- 藤田顕：Guitar (#3,6)

## タイアップ
- 学校法人21世紀アカデメイア『大阪デザイナー専門学校』CMソング (#1)
- エムティーアイ『music.jp』CMソング (#1)
- 日本テレビ系列情報ワイドショー『スッキリ!!』2009年3月度エンディングテーマ (#1)
- 第一興商『DAM★うた』CMソング (#2)
- ワーナー ブラザース ジャパン配給映画『昴-スバル-』主題歌 (#2)

## 収録アルバム
- UNIVERSE (#1)
- BEST 〜2000-2020〜 (#1)
- Me (#3)